# 3-амінофенол
3-амінофенол (мета-амінофенол) ― органічна сполука з класу амінофенолів. Є ізомером 2-амінофенолу та 4-амінофенолу. При кристалізації з води чи толуену формує кристали у вигляді призм. На відміну від своїх ізомерів, 3-амінофенол не окиснюється в повітрі.

## Отримання та очищення
Отримують реакцією аміаку та резорцину за температури 180 ― 300 °С та тиску 25 ― 80 кг/см2. Інший спосіб - заміна сульфогрупи 3-амінобензенсульфонової кислоти гідроксильною при взаємодії з натрій гідроксидом за температури 240 ―245 °С напротязі 5 ― 6 годин. Очищення можливе за допомогою вакуумної дистиляції.

## Застосування
Застосовується у фарбах для волосся, а також для синтезу 4-аміно-2-гідроксибензойної кислоти.

## Токсичність
За умов хронічного впливу 3-амінофенол може викливати алергію шкіри, можливо пошкоджує кров.